# Voglio tradire mio marito
Voglio tradire mio marito è un film del 1925 diretto da Mario Camerini.
Terzo film di Camerini con la Fert che, dopo il debutto nel 1924 con La casa dei pulcini e la regia di uno dei tanti Saetta (Saetta principe per un giorno), gli affida un soggetto di Ermanno Geymonat.
Una commedia alla francese, l'ha definita poi, molti anni dopo, lo stesso Camerini, una sorta versione italiana di Perché cambiate moglie? che però ottiene un premio governativo e ha il consenso della critica dell'epoca e un buon successo all'estero, grazie anche all'intelligenza del produttore Stefano Pittaluga che riesce a distribuire bene i suoi prodotti anche all'estero.
Una copia ritrovata è stata restaurata dalla Cineteca del Friuli di Gemona e riprodotta in un lungometraggio di circa 90 minuti.

## Trama
Il conte De Cay è felicemente sposato con una bellissima e fedele donna, ma a un innocente e fortuito incontro con una sua ex fiamma viene sorpreso dagli anziani zii che avvisano la contessa. Questa, credendo al pettegolezzo e al tradimento, decide di vendicarsi accettando le avance dei suoi numerosi ammiratori. Presto però si accorgerà che sono tutti una delusione, compreso il poeta.

## Critica
Malgrado giochi sugli equivoci e i mancati tradimenti, il film è tutt'altro che banale, specialmente per l'epoca. La scena in casa del poeta, a cui vengono pignorati i mobili e che costringono i due amanti a spostarsi da una stanza all'altra, "(...) rivela un regista già esperto e anticipa il tono della futura commedia cameriniana, quella che trionferà negli anni '30".